# Janus Lascaris

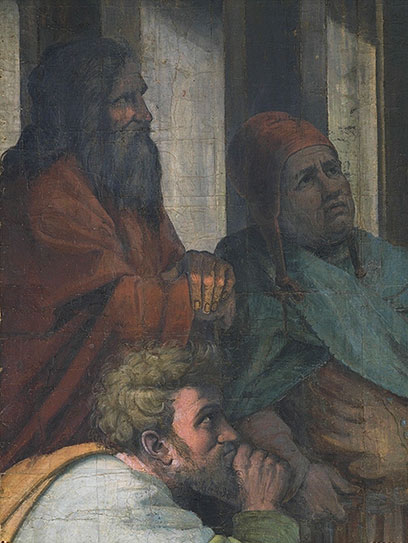
Lascaris (staande links), aandachtig toehoorder op Rafaëls Prediking van Paulus te Athene

Janus of Johannes Lascaris, bijgenaamd Rhyndacenus (Grieks: Ιανός Λάσκαρις), (Ainos (in Thracië), 1445 – Rome, 7 december 1534) was een Byzantijns geleerde in Italië en Frankrijk en een belangrijke schakel tussen het Oosten en Westen in de kennis van de Griekse taal en literatuur.

## Jonge jaren
Janus Lascaris werd geboren in Ainos in Thracië (nu Enez in Turkije) in een aanzienlijke Byzantijnse familie. Toen de stad door de Turken werd ingenomen, ging hij op 11-jarige leeftijd met zijn ouders naar de Peloponnesos, vervolgens naar Kreta en ten slotte naar Italië. Hij zou in Venetië de bescherming hebben genoten van Bessarion en in Padua de Griekse lessen van Chalkokondyles hebben gevolgd. 

## In Florence
Hij werd door Lorenzo de’ Medici ingehuurd om handschriften te verwerven in het Oosten. Zijn eerste reis maakte hij van 1490 tot begin 1491, en de tweede (naar de Athosberg) van mei 1491 tot april 1492, waarvan hij meer dan 200 handschriften meebracht. In de herfst van 1492 werd hij als docent Grieks aangesteld aan de Studio Fiorentino, de universiteit van Florence, waar onder anderen Marcus Musurus tot zijn leerlingen behoorde. In zijn eerste jaar behandelde hij Sophocles en Thucydides, in zijn tweede jaar Demosthenes en de Griekse Anthologie. In zijn tweede jaar (1493) hield hij ook de openingstoespraak, waarin hij stelde dat de Griekse taal en literatuur superieur zijn aan de Latijnse. In 1493 had hij een ruzie met Angelo Poliziano, ook werkzaam aan de Studio Fiorentino, die vermoedelijk om epigrammen draaide. 

## In dienst van de Franse koningen
Hij verliet Florence toen Girolamo Savonarola in 1494 de macht greep en stelde zich in 1495 in dienst van de Franse koning Karel VIII. In 1496 kwam hij voor het eerst in Parijs. Hij leerde er Franse humanisten kennen als Guillaume Budé en Claude de Seyssel, die hij hielp met zijn Franse vertaling van Xenophons Anabasis door hem een Latijnse vertaling van zijn eigen hand ter beschikking te stellen. Van 1503 tot en met januari 1509 was hij namens Lodewijk XII ambassadeur van Frankrijk in Venetië, waar hij verkeerde in de kring van Aldus Manutius, uitgever van o.a. Griekse klassieken. Hij hielp Lodewijk XII bij het opzetten van zijn bibliotheek in Blois, en toen Frans I die liet verplaatsen naar  Fontainebleau, hadden Lascaris en Guillaume Budé de leiding over de organisatie. Het is aan deze twee te danken dat de Franse Bibliothèque nationale, waarvan de bibliotheek van Fontainebleau de kern vormt, over een grote hoeveelheid Griekse handschriften beschikt.

## In Rome
Lascaris verbleef van 1513 tot 1518 onder paus Leo X, de eerste Medici-paus, in Rome, waar hij de taak op zich nam om onderwijs te geven aan de jonge Grieken die er verbleven. Hij keerde er terug in 1523 onder paus Clemens VII. Voor zowel Leo X als Clemens VII nam Lascaris gezantschappen op zich. Zijn laatste jaren bracht hij door in Rome onder paus Paulus III. Hij stierf er op 90-jarige leeftijd en werd begraven in de Santa Agatha alla Suburra, waar een Grieks epigram van zijn eigen hand op zijn graf staat.

## Uitgaven van Griekse auteurs
Lascaris was vooral belangrijk omdat hij een aantal editiones principes (eerste gedrukte uitgaven) van Griekse teksten bezorgde. De meeste van zijn edities werden gedrukt door Lorenzo d’Alopa in Florence. In 1494 gaf hij de Anthologia Planudea uit. Dit was een uitgave geheel in hoofdletters, naar het voorbeeld van inscripties. In 1494 volgden nog de Hymnen van Callimachus, de Monosticha van Menander samen met Hero en Leander van Musaeus, in 1495 vier toneelstukken van Euripides (Medea, Hippolytus, Alcestis en Andromache) en in 1496 de Argonautica van Apollonius Rhodius. Waarschijnlijk was hij ook de uitgever van de editio princeps van Lucianus, die in 1496 door D’Alopa werd gedrukt. Ten slotte gaf hij in 1517 de scholia van Didymus op Homerus uit en in 1518 de scholia op Sophocles en de twee traktaten over Homerus van Porphyrius uit, alle te Rome.

## Epigrammendichter
Lascaris, die zich vrijwel zijn hele leven had beziggehouden met de Anthologia Planudea, schreef ook zelf epigrammen in het Grieks. Een eerste uitgave van 60 epigrammen met Latijnse vertaling werd bezorgd door Jacobus Tusanus (= Jacques Toussain) en verscheen voor het eerst in Parijs in 1527 (herdruk Basel 1537). De uitgave Parijs 1544 (herdruk 1556) was uitgebreid met nog eens 12 epigrammen. In een brief uit 1612 schreef Daniël Heinsius aan Hugo de Groot dat hij de meeste ‘duriuscula et obscura’ (weinig verfijnd en duister) vond, een oordeel dat later meermaals is overgenomen. In 1976 verscheen een moderne uitgave: Giano Laskaris, Epigrammi Greci, a cura di Anna Meschini, Padova 1976, die 84 epigrammen bevat.